# الیزابت لودویکا
الیزابت لودویکا (انگلیسی: Elisabeth Ludovika of Bavaria؛ زاده ۱۳ نوامبر ۱۸۰۱ درگذشته ۱۴ دسامبر ۱۸۷۳) یک لوتریان اهل آلمان بود.